# غاريت ستوتز
غاريت ستوتز (بالإنجليزية: Garrett Stutz)‏ مواليد 10 فبراير 1990 في كانساس سيتي، هو لاعب كرة سلة أمريكي. بدأ مسيرته الاحترافية في سنة 2012. يلعب في الدوري الإسباني لكرة السلة كلاعب وسط. يحمل الرقم 41. يبلغ طوله 7 قدم 0 بوصة (2.1 م).

## المسيرة الاحترافية
لعب مع نادي أنيانغ لكرة السلة في سنة 2012، ثم لعب مع مين ريد كلوز في موسم 2012–2013، ثم لعب مع شارني سووبسك في موسم 2013–2014، ثم لعب مع نادي نيمبورك لكرة السلة في موسم 2014–2015، ثم لعب مع جوفينتوت بادالونا في الدوري الإسباني في سنة 2016.

## روابط خارجية
- غاريت ستوتز على موقع الدوري الأوروبي لكرة السلة (الإنجليزية)
- غاريت ستوتز على موقع دوري كرة السلة الياباني للمحترفين (اليابانية)
- غاريت ستوتز على موقع سبورتس رفرنس (الإنجليزية)
- غاريت ستوتز على موقع الدوري الإسباني لكرة السلة (الإسبانية)
- غاريت ستوتز على موقع كرة السلة الأوروبية.كوم (الإنجليزية)
- غاريت ستوتز على موقع كلية كرة السلة في سبورتس رفرنس.كوم (الإنجليزية)
- غاريت ستوتز على موقع ريلجم (الإنجليزية)
- غاريت ستوتز على موقع بروبوليرز (الإنجليزية)
- غاريت ستوتز على موقع سبورتس رفرنس (الإنجليزية)
- غاريت ستوتز على موقع سبورتس رفرنس (الإنجليزية)